# والتر دارسي ريان
والتر دارسي ريان (بالإنجليزية: Walter D'Arcy Ryan)‏ هو مهندس أمريكي، ولد في 17 أبريل 1870 في كنتفيل ‏ في كندا، وتوفي في 14 مارس 1934 في سكنيكتادي في الولايات المتحدة بسبب نوبة قلبية.